# Rua (Galiza)

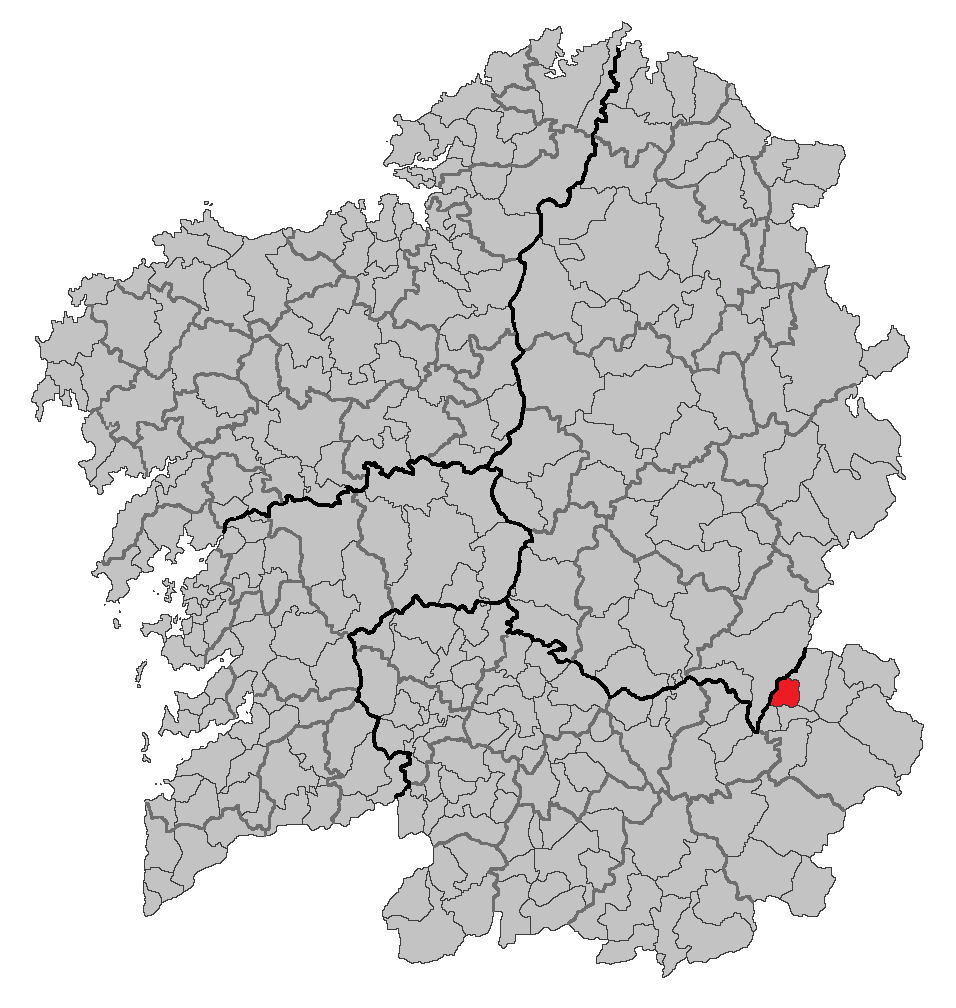
Localização de Rua

Rua (A Rúa; em castelhano La Rúa) é um município da Espanha na província
de Ourense,
comunidade autónoma da Galiza, de área 35,99 km² com
população de 4905 habitantes (2007) e densidade populacional de 138,97 hab/km².

## Demografia
| Variação demográfica do município entre 1991 e 2007 | Variação demográfica do município entre 1991 e 2007 | Variação demográfica do município entre 1991 e 2007 | Variação demográfica do município entre 1991 e 2007 | Variação demográfica do município entre 1991 e 2007 |
| --------------------------------------------------- | --------------------------------------------------- | --------------------------------------------------- | --------------------------------------------------- | --------------------------------------------------- |
| 1991                                                | 1996                                                | 2001                                                | 2004                                                | 2007                                                |
| 5051                                                | 5018                                                | 5041                                                | 5000                                                | 4905                                                |